# Fredericella
Fredericella is een mosdiertjesgeslacht uit de  familie van de Fredericellidae en de orde Plumatellida

## Soorten
- Fredericella australiensis Goddard, 1909
- Fredericella browni Rogick, 1945
- Fredericella indica Annandale, 1909
- Fredericella sultana Blumenbach, 1779
- Fredericella tenax Wood & Okamura, 2017
- Fredericella toriumii Hirose & Mawatari, 2011